# Шоу, Рита
Рита Шоу (англ. Reta Shaw, 13 сентября 1912 — 8 января 1982) — американская актриса.
Актёрский дебют Шоу состоялся в 1947 году когда ей было далеко за тридцать на Бродвее, где она исполнила ряд комических ролей в постановках «Джентльмены предпочитают блондинок», «Пикник» и «Пижамная игра». В 1950-е годы она появилась на большом экране в экранизациях бродвейских постановок «Пикник» (1955) и «Пижамная игра» (1957). На киноэкранах у неё так же были яркие роли в фильмах «Отдать всё, что есть у меня» (1957), «Поллианна» (1960), «Убежище» (1961), «Мэри Поппинс» (1964) и «Побег на Ведьмину гору» (1975). Наибольшую популярность Шоу принесли её роли на телевидении в таких сериалах как «Шоу Энн Сотерн», «Призрак и миссис Муир», «Моя жена меня приворожила», «Вот — Люси» и «Странная парочка».
С 1952 по 1962 год Шоу была замужем за актёром Уильямом Форестером, от которого родила дочь Кэтрин Энн Форестер. Актриса умерла от эмфиземы в 1982 году в возрасте 69 лет. Она была кремирована, а её прах погребён в колумбарии на кладбище Голливуд-Хиллз в Глендейле.